# Les Enquêtes de Goirïd et Leôdhas
 (mai 2025).
Motif : Peu de sources montrant la notoriété de cette série de bande dessinée.
- Archive Wikiwix
- Bing
- Cairn
- DuckDuckGo
- E. Universalis
- Gallica
- Google
- G. Books
- G. News
- G. Scholar
- Persée
- Qwant
- (zh) Baidu
- (ru) Yandex
- (wd) trouver des œuvres sur Wikidata

| 1. | Préciser le motif de la pose du bandeau. | Précisez le motif de la pose du bandeau en utilisant la syntaxe suivante : {{admissibilité à vérifier\|date=mai 2025\|motif=remplacez ce texte par le motif}}                                          |
| 2. | Informer les utilisateurs concernés.     | Pensez à avertir le créateur de l'article, par exemple, en insérant le code ci-dessous sur sa page de discussion : {{subst:avertissement admissibilité à vérifier\|Les Enquêtes de Goirïd et Leôdhas}} |

Les Enquêtes de Goirïd et Leôdhas est une série de bande dessinée.
- Scénario : Éric Corbeyran
- Dessins : Fabien Laouer
- Couleurs : Fabien Laouer (tome 1), Camille Meunier (tomes 2 et 3)

## Albums
- Tome 1 : Une proie pour l'ombre (2004)
- Tome 2 : Un golem pour Tho-Brouk (2006)
- Tome 3 : Un Fléau pour la vie (2007)

## Publication
- Delcourt (Collection Terres de Légendes) : Tomes 1 à 3 (première édition des tomes 1 à 3).